# Golden Pink Arrow♂
Golden Pink Arrow♂（ゴールデン・ピンク・アロウ）は、2005年にドイツのベルリンで、ACOと澤井妙治の二人によって結成されたバンド。その後、2006年ドラムにTanaka-kun(lostage)、ギターにsimmy-chang(CARD,ex.lostage)を迎えいれ、四人編成に。
国内外での活動を目標に、英語を使った楽曲を展開。

## 経歴
シンガーソングライターのACOと、portable[k]ommunityの澤井妙治の二人は友人の紹介で知り合う。その後意気投合し、ソロで活動していたACOのアルバム「irony」に澤井妙治がメインプロデューサーとして全面的にサポート。2004年に行われたACOのライブツアーでも、マルチプレイヤーとして参加する。
その後もACOと共にドイツへ渡り、Carstin Nicolaiを迎えアルバム制作に乗り出す。が、ACOがエレクトロ、実験音楽に対して興味を失ってしまい、ある程度完成していた作品制作は白紙に。ドイツのライブハウスで見た、グライムミュージックに影響を受けた二人はこれまでの路線を改め、バンドGolden Pink Arrow♂を結成。
日本に帰国後、2006年ドラマーのTanaka-kun(ex.lostage)を加えた三人でライブ活動を開始。同年12月、ギターにsimmy-chang(CARD,ex.lostage)を迎え、四人編成となった。